# Nicole Eggert
 (juillet 2012).
Si vous disposez d'ouvrages ou d'articles de référence ou si vous connaissez des sites web de qualité traitant du thème abordé ici, merci de compléter l'article en donnant les références utiles à sa vérifiabilité et en les liant à la section « Notes et références ».
Pour les articles homonymes, voir Eggert.
Nicole Elizabeth Eggert est une actrice américaine née le 13 janvier 1972 à Glendale en Californie.
Elle est surtout connue pour les rôles de Jamie Powell dans Charles s'en charge (1987-1990) et Summer Quinn dans Alerte à Malibu (1992-1994).

## Biographie
Fille de Rolf Eggert, d'origine allemande, et Gina Duncan Todd, d'origine anglaise, elle commence très tôt les concours de beauté, puisqu'à cinq ans, elle était déjà Miss Univers dans le groupe de son âge.
En 1981, elle joue un rôle dans Riches et Célèbres (Rich and Famous), aux côtés de Jacqueline Bisset et de Candice Bergen, puis est engagée pour un spot publicitaire de shampoing pour bébés Johnson & Johnson.
Sa carrière d'actrice débute réellement avec la série Charles s'en charge au côté de Scott Baio où elle tenait le rôle de Jamie Powell. Elle fait également des apparitions dans Madame est servie comme étant l'amie de Samantha.
Elle a interprété le rôle de Chrissie Hooker aux côtés de William Shatner et Adrian Zmed dans la série Hooker.
De 1992 à 1994, elle est engagée pour jouer le rôle de Summer Quinn dans la série Alerte à Malibu.
En 1995 elle pose nue pour la pochette de l'album Lemonade and Brownies du groupe californien Sugar Ray.

### Vie privée
En 2000, elle épouse Justin Herwick (en). Le couple a une fille, Dilyn, née en 1998.
Elle a désormais une seconde petite fille, prénommée Keegan née en 2011.

## Filmographie

### Cinéma
- 1981 : Riches et Célèbres (Rich and Famous) de George Cukor : Debby Blake à 8 ans
- 1983 : Hambone and Hillie de Roy Watts : Marci
- 1986 : Le Clan de la caverne des ours (The Clan of the Cave Bear) de Michael Chapman : Middle Ayla
- 1986 : Omega Syndrome de Joseph Manduke : Jessie Corbett
- 1989 : Kinjite, sujets tabous (Kinjite: Forbidden Subjects) de J. Lee Thompson : DeeDee
- 1990 : The Haunting of Morella de Jim Wynorski : Morella / Lenora
- 1990 : Grandpa de Alan Ruffier : Jeune femme
- 1992 : L'Agent double 00 (en) (The Double 0 Kid) de Dee McLachlan : Melinda
- 1992 : Belle et Dangereuse (Blown Away) de Brenton Spencer : Megan
- 1993 : Anything for Love (en) de Michael Keusch : Marie Stark
- 1995 : Justice à Metro City (en) (The Demolitionist) de Robert Kurtzman : Alyssa Lloyd
- 1995 : Amanda & the Alien de Jon Kroll : Amanda Patterson
- 1995 : Melissa de Steve Binder : Melissa Anderson
- 1997 : The Price of Kissing de Vince DiPersio : Annette
- 1997 : Bartender de Gabe Torres : Marcia
- 1997 : Pink as the Day She Was Born de Steve Hall : Tiffany
- 1998 : Siberia de Robert Jan Westdijk : Kristy
- 1998 : Triangle Square de Jeff Terry Anderson : Julie
- 1999 : Sleeping Beauties (court métrage) de Jamie Babbit : Sno Blo Band
- 2000 : Crash dans l'océan (Submerged) de Fred Olen Ray : Tiffany Stevens
- 2001 : Thank You, Good Night de D. Charles Griffith : Janine
- 2004 : Sœurs de glace (Decoys) de Matthew Hastings : Détective Amanda Watts
- 2006 : L'Agence de Casting (en) (Cattle Call) de Martin Guigui : Laurel Canyon
- 2006 : Dead Lenny (uk) de Serge Rodnunsky : Sally Long
- 2008 : Loaded (en) de Alan Pao : Allison Ryan
- 2009 : Nicole Eggert Is Back in Baywatch de Jake Szymanski : ?
- 2014 : Le chien qui a sauvé Pâques (The Dog Who Saved Easter) de Sean Olson : Gabrielle (voix)

### Télévision

#### Séries télévisées
- 1981 : Today's FBI (en) : ?
- 1981 et 1982 : L'Île fantastique (Fantasy Island) : Amy Watkins / Nancy Warner (saison 4, épisode 16 et saison 5, épisode 15)
- 1982-1983 : Hooker : Chrissie Hooker (5 épisodes)
- 1984 et 1990 : CBS Schoolbreak Special : Heidi (2 épisodes)
- 1985-1986 : Madame est servie (Who's the Boss?) : Marci Ferguson (7 épisodes)
- 1985 et 1989 : Still the Beaver (en) : Charlene Maitland (saison 1, épisode 10 et saison 4, épisode 16)
- 1987-1990 : Charles s'en charge (Charles in Charge) : Jamie Powell (104 épisodes)
- 1991 : What a Dummy (en) : ? (saison1, épisode 12)
- 1992 : Home Fires : Libby Kramer (6 épisodes)
- 1992-1994 : Alerte à Malibu (Baywatch) : Summer Quinn (44 épisodes)
- 1994 : Heaven Help Us (en) : Natalie (1 épisode)
- 1995 : L'Homme à la Rolls (Burke's Law) : Chelsea Rudd (saison 2, épisode 3)
- 1996 : Mariés, deux enfants (Married… with Children) : Shannon (saison 10, épisode 23)
- 1996 : Clueless : Summer Bonet (saison 1, épisode 8)
- 1997 : Duckman (Duckman: Private Dick/Family Man) : ? (Voix, saison 4, épisode 16)
- 1997 : Flic de mon cœur (en) (The Big Easy) : Laurel Attery (saison 2, épisode 1)
- 1999 : Incorrigible Cory (Boy Meets World) : Bridget (saison 7, épisode 10)
- 2000 : Au-delà du réel : L'aventure continue (The Outer Limits) : Sarah Burnham (saison 6, épisode 16)
- 2001 : Gilmore Girls : Aubrey (saison 2, épisode 7)
- 2014 : Heartbreakers : Jayne Maghe Miller (saison 1, épisode 3)

#### Téléfilms
- 1979 : When Hell Was in Session de Paul Krasny : Mary Beth Denton #2
- 1979 : When She Was Bad... de Peter H. Hunt : Robbie Morgan
- 1981 : Someday You'll Find Her, Charlie Brown (en) de Phil Roman : Loretta (voix)
- 1984 : Rose Petal Place (en) de Charles August Nichols : la fille dans le jardin
- 1985 : Rose Petal Place: Real Friends de Charles August Nichols : la fille dans le jardin
- 1985 : I Dream of Jeannie... Fifteen Years Later (en) de William Asher : Melissa
- 1986 : Annihilator, le destructeur de Michael Chapman : Elyse Jeffries
- 1992 : Secrets de Peter H. Hunt : Alexa Adams
- 1996 : Mari volage (Frequent Flyer) de Alan Metzger : Miriam Rawlings
- 2000 : Murder Seen de Rob W. King : Zoey Drayden
- 2003 : Alerte à Malibu : Mariage à Hawaï (Baywatch: Hawaiian Wedding) de Douglas Schwartz : Roberta « Summer » Quinn
- 2003 : Le Mur du secret (Wall of Secrets) de François Gingras : Paige Emerson
- 2003 : Cyclones (Devil Winds) de Gilbert M. Shilton : Julia Merrow
- 2004 : Traque en haute montagne (Snowman's Pass) de Rex Piano : Diana Pennington
- 2006 : Lightspeed de Don E. FauntLeRoy : Beth Baker
- 2007 : Un rêve de Noël (Holiday Switch) de Bert Kish : Paula Ferguson
- 2008 : Une belle fête de famille (A Christmas Proposal) de Michael Feifer : Lisa Donahue
- 2008 : La Voleuse au grand cœur (Past Lies) de Terry Ingram : Kim Furst
- 2009 : Phantom Racer de Terry Ingram : Tammy
- 2010 : Turbulence en plein vol (Turbulent Skies) de Fred Olen Ray : Samantha Woodward
- 2014 : Where's the Love? de Trey Haley : Paige

## Émissions de télé-réalité
- 2006 : Celebrity Paranormal Project (en) : elle-même (saison 1)
- 2010 : Celebrity Fit Club (en) : elle-même (saison 7)
- 2013 : Splash (en) : elle-même (saison 1)
- 2015 : Chirurgie à tout prix (Botched) : elle-même (saison 2, épisode 2)